# Тернеция
Тернецията, още Черна тетра (Gymnocorymbus ternetzi), e сладководна риба от семейството на Харацидите, разред Харацидоподобни. В естествена среда обитава басейните на реките Парагвай и Гуапоре в Южна Америка. Популярна аквариумна рибка.

## Физическо описание
Достигайки на обща дължина до около 7 cm, тернецията има сравнително четвъртита форма на тялото и на цвят е сивкава — по-светла откъм главата и по-тъмна в задната си част. Точно зад хрилете си има две ясно различими черни вертикални ивици също така могат да са цветни.
Не е много лесно да се различат мъжките от женските екземпляри, но като цяло мъжките са по-дребни, а женските имат по-заоблено тяло. Мъжките често имат по-широка анална перка и по-тясна и заострена дорзална перка.

## Отглеждане в аквариум
В природата живее на пасажи, състоящи се от най-малко 7 индивида, но в аквариум могат да живеят и групи от по 4-5 индивида.
Тернецията е популярна аквариумна рибка. Тъй като е субтропическа риба, предпочита топла вода (26 °C), но може след постепенна аклиматизация да понесе и по-хладна вода и понякога се отглежда и в неотопляеми аквариуми в помещения, в които не става студено. Като повечето представители на семейството си, тернецията предпочита мека вода с pH 6.0-8.0, с изобилие от растения. Поради склонността си да се адаптира към различни условия, може да се отглежда и в аквариум с други риби, неутрални стойности на pH и температура от около 22 °C.
Въпреки че като цяло тернецията не е агресивна към останалите видове риби, се препоръчва да не се отглежда заедно с риби, които се движат по-бавно и имат по-дълги перки, например Betta splendens. В рамките на своята група, тернециите могат да проявяват агресия към по-слабите индивиди.

## Хранене
Тернецията се храни с малки ракообразни, насекоми и червеи. Това е всеядна риба и яде почти всичко, което се побира в устата ѝ. При отглеждане в аквариум трябва да се внимава за размера на частиците храна, тъй като ако храната е с по-големи размери тернецията губи интерес към нея, тя потъва и започва да се разлага в аквариума.
Препоръчва се от време на време да получава жива храна като дафния, ларви на комари, и други.

## Размножаване
Тернецията достига полова зрелост на около тригодишна възраст. Хвърля хайвер при температура на водата от 28 °C. За развъждане на тернеции се препоръчва отделен аквариум, в който женската да хвърли хайвера си. Аквариумът трябва да изобилства от растителност, тъй като като повечето представители на семейство Харациди, тернециите периодично отделят и оплождат яйцата си сред растителността. Често възрастните изяждат яйцата и затова след хвърляне на хайвера, те трябва да бъдат изолирани.

## Интересни факти
Както всички харациди тернециите променят окраската си при влошаване на условията за обитаване. При уплах телата на рибите придобиват тъмно сребрист оттенък.